# Mosteiro Nossa Senhora do Monte
A pequena ermida de Nossa Senhora do Monte é uma das mais antigas igrejas do Brasil colonial. O primeiro donatário, Duarte Coelho, ao outorgar a carta Foral de Olinda, conservou para os habitantes daquele lugar, as terras do outeiro do monte, demarcando assim as terras da igreja do monte.

## História
O primeiro donatário da capitania de Pernambuco, Duarte Coelho Pereira, conservou as terras da ermida do monte. Hoje sabemos de sua existência já no inicio do século XVI, quando o mesmo donatário faz a demarcação das ditas terras. No documento Foral de Olinda, dado em 12 de março de 1537, descreve já a existência deste santuário.

## O mosteiro
Em 1596 a ermida passa para as mãos e cuidados dos monges beneditinos. Três anos depois os monges se mudam para o mosteiro definitivo e a ermida passa a ser um local usado pelos noviços para fazerem seus retiros, para passearem e descansarem.
O mosteiro atual foi fundado em 15 de agosto de 1963 por sete monjas provenientes do mosteiro de Nossa Senhora das Graças em Belo Horizonte. Quatro anos depois o mosteiro foi elevado à categoria de priorado conventual, tornando-se abadia em 1974.

### A igreja
Na entrada da igreja há três portais que datam do século XVII, como também o campanário anão, seu interior encontra-se meio descaracterizado, mas se conserva muito ainda de sua originalidade. No fundo o Altar-Mor, com seus 10 metros de altura, recentemente restaurado que para surpresa dos restauradores foi encontrado azulejos portugueses por trás do altar. Na sacristia há um lavabo em pedra calcária também do século XVII. Este tem o mesmo formato do lavabo da antiga sacristia do mosteiro de São Bento, indicando assim ser do mesmo autor